# Zentralafrika

Zentralafrika (andere Definition)
UN-Subregion Mittelafrika

Als Zentralafrika (auch Äquatorialafrika oder Mittelafrika) wird eine unklar definierte Großregion auf dem afrikanischen Kontinent bezeichnet.

## Zentralafrika

### Gliederung nach der UN-Statistikabteilung
In der Statistikabteilung der Vereinten Nationen werden unter dem Statistikbezirk Zentralafrika folgende neun Länder geführt. Diese Einteilung wird von der Afrikanischen Union in ähnlicher Weise vorgenommen, jedoch ohne Angola und mit Burundi:
- Angola
- Äquatorialguinea
- Gabun
- Kamerun
- Demokratische Republik Kongo
- Republik Kongo
- São Tomé und Príncipe
- Tschad
- Zentralafrikanische Republik

### Gliederung nach anderen geographischen Gesichtspunkten
Die Staaten Ruanda und Burundi werden nach anderen Gliederungen auch zu Ostafrika gezählt:
- Burundi
- Demokratische Republik Kongo
- Ruanda
- Tschad
- Zentralafrikanische Republik